# Isabelle Marrier
Isabelle Marrier (née Isabelle Marrier d'Unienville le 31 octobre 1964) est une romancière française.

## Biographie
Isabelle Marrier est née en 1964. Elle est mère de 5 enfants.
Pendant 15 ans, elle dirige une société de surveillance media[pas clair] avant de se consacrer à l'écriture et à l’écriture. Elle publie deux premiers romans aux Éditions Belfond sous le nom d'Isabelle Pestre puis chez Flammarion pour ses livres suivants.
À partir de 2015, elle écrit sous son vrai nom : Isabelle Marrier d'Unienville. Elle collabore à des ouvrages témoignages avec des scientifiques et explorateurs, notamment Jean-Louis Étienne.
En 2017 elle revient au roman avec le livre En cas d'exposition des personnes. Elle publie en 2019, Le Silence de Sandy Allen qui reçoit le Grand Prix de la Fiction de la Société des gens de lettres (SGDL).

## Famille
Isabelle Marrier est la nièce de Alix d'Unienville, résistante et écrivain française.

## Publications
- La Onzième Heure, (sous le nom d'Isabelle Pestre), 2011, Belfond  (ISBN 978-2-7144-5001-2).
- La Rencontre, (sous le nom d'Isabelle Pestre), 2012, Belfond  (ISBN 978-2-7144-5318-1).
- Le reste de sa vie, Flammarion , 2014[7],[8]  (ISBN 978-2-08-133839-5).
- En cas d'exposition des personnes, Flammarion, 2017  (ISBN 978-2-08-138822-2).
- Le Silence de Sandy Allen, Flammarion 2019  (ISBN 978-2-08-1424012).
- Celle qui n'y était pas, Flammarion 2023  (ISBN 9782080206565).

Traduction :
- La mère orpheline, Shanaz Bashir, Editions du Rocher, 2020

En collaboration : 
- Eric Brossier et France Pinczon du Sel, Vagabond : une famille, la banquise et des rêves, Le Passeur Editeur, 2015  (ISBN 978-2-36890-153-3).
- Jean Louis Étienne, Inventer sa vie, Le Passeur Editeur, 2016  (ISBN 978-2-36890-468-8).
- Jean Louis Étienne, Dans mes pas, Editions Paulsen, 2018  (ISBN 978237502-0203).
- Heïdi Sevestre, Sentinelle du Climat, Harper Collins, 2023

## Prix et distinctions
- Grand Prix de la Fiction de la Société des Gens de Lettres 2019[5] pour Le Silence de Sandy Allen
- Finaliste du Prix des deux Magots en 2013[9]